# Ablemma samarinda
Ablemma samarinda là một loài nhện trong họ Tetrablemmidae.
Loài này thuộc chi Ablemma. Ablemma samarinda được Lehtinen miêu tả năm 1981.